# Democracia directa
La democracia directa, llamada  también democracia pura, es una forma de democracia en la cual el electorado decide las políticas e iniciativas que le conciernen sin representantes de por medio. Se diferencia de la mayoría de las democracias establecidas actualmente, que se desarrollan en un sistema representativo. La teoría y la práctica de la democracia directa y la participación popular como su principal característica es la parte principal del trabajo de muchos pensadores y filósofos a lo largo de la historia, tales como Jean-Jacques Rousseau, John Stuart Mill, y G.D.H. Cole.

## Descripción

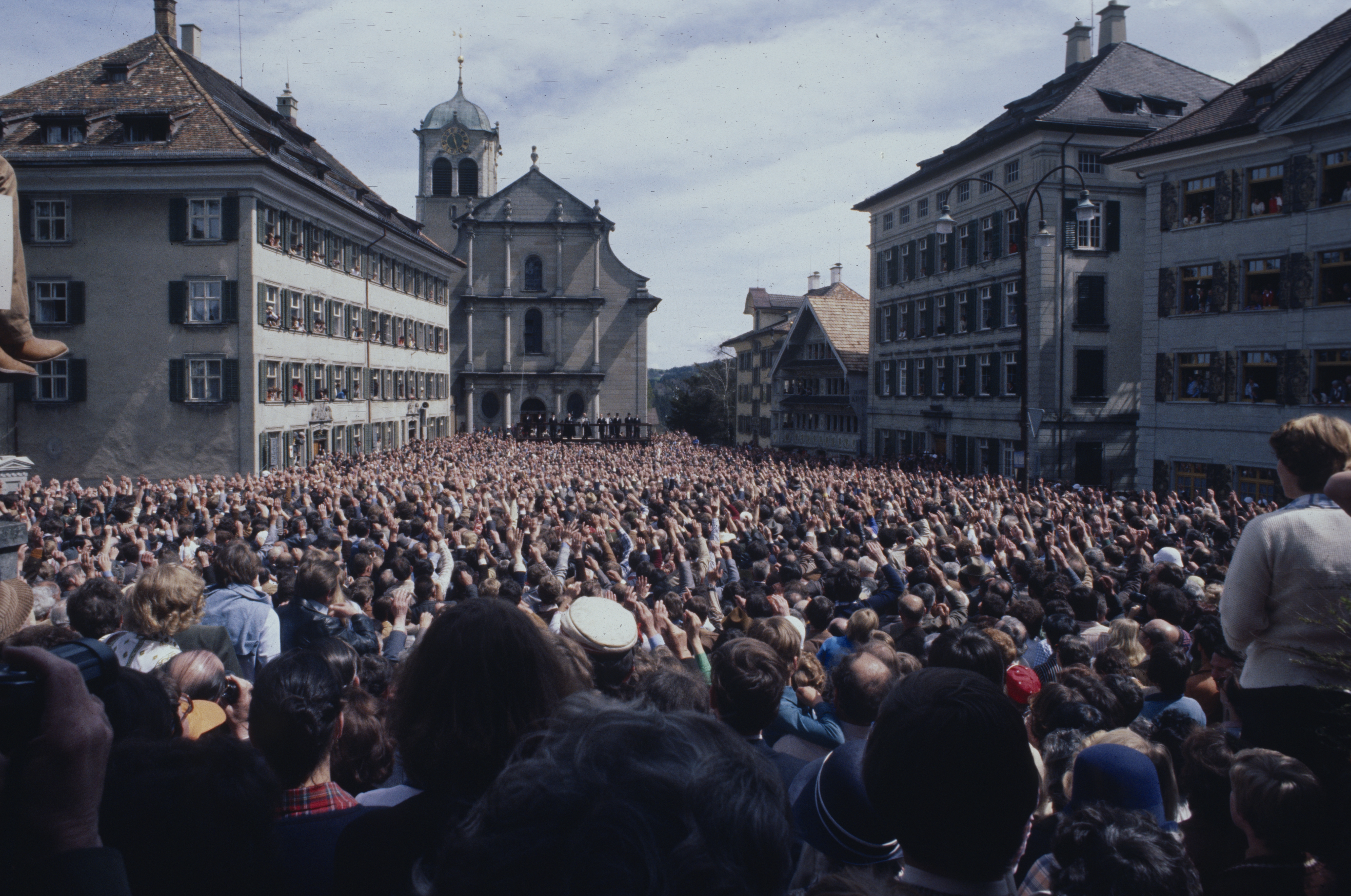
Un Landsgemeinde -o asamblea cantonal- en el cantón suizo de Glarus, el 7 de mayo de 2006. Los Landsgemeinden son votación públicas populares y son uno de los representantes más antiguos de la democracia directa desde la caída de Atenas.

En la democracia directa, la ciudadanía decide sobre las iniciativas a aplicar sin la intermediación de un representante, mientras que en la democracia representativa la ciudadanía elige a representantes que posteriormente aplican las iniciativas. Dependiendo del sistema en uso, la democracia directa puede implicar la aprobación de decisiones ejecutivas, el uso del sorteo, la elaboración de leyes, la elección o destitución directa de funcionarios y la realización de juicios. Las dos principales formas en las que se representa son la democracia participativa y la democracia deliberativa. 
En las democracias semidirectas -las cuales mezclan conceptos de la democracia directa y la democracia representativa- los representantes gestionan el gobierno cotidiano, pero los ciudadanos siguen siendo los soberanos. Permite tres tipos de acción popular:
- Referéndums: Son mecanismos democráticos en los cuales a través del voto los electores pueden aprobar o desestimar iniciativas
- Elaboración de leyes: Los ciudadanos pueden organizar movimientos para pedir la promoción de leyes, a través de iniciativas populares, como por ejemplo la recogida de firmas.
- Destitución de funcionarios: La ciudadanía puede evaluar el desempeño realizado por funcionarios públicos y ejercer el derecho al voto para decidir la continuidad del mismo o de los mismos en el cargo.

En el año 2019, más de 30 países permitían la elaboración de referéndums a nivel nacional. En España se han producido 67 elementos de decisión popular. La comunidad con más de ellos es la Comunidad Foral de Navarra con 10.
Un referéndum obligatorio o referéndum vinculante somete la legislación o iniciativa presentada por los representantes políticos a votación popular. Esta es la forma más utilizada de legislación popular en el mundo.
Un referéndum popular faculta a los ciudadanos a presentar una petición que llame a la legislación existente para ser votada popularmente. Las instituciones especifican el plazo para una petición válida y la cantidad de firmas requeridas. Por ejemplo, en Suiza la cantidad requerida son 100.000 firmas en un plazo de tiempo de 18 meses. Esta forma de expresión popular aporta a la ciudadanía una forma de vetar las iniciativas y leyes que bien les perjudiquen o con las cuales no estén conformes.
Un referéndum iniciado por los ciudadanos (también llamado iniciativa) faculta a los miembros de la ciudadanía en general a proponer, mediante petición, medidas legales específicas o reformas constitucionales al gobierno y como ocurre con otros referéndums, el voto puede ser vinculante o consultativo. Las iniciativas pueden ser:
- Directas: Si la iniciativa es exitosa, se coloca directamente en la papeleta electoral para ser sometida a voto. Un ejemplo de este sistema es el californiano.[5]
- Indirectas: Si la iniciativa es exitosa se presenta en primera instancia a la legislatura para su consideración, pero si no se toma ninguna decisión en un periodo de tiempo designado, tanto aprobarlo como rechazarla, la iniciativa pasa directamente a ser sometida a votación popular.[5]

Las enmiendas constitucionales de Suiza, Liechtenstein o Uruguay son enmiendas indirectas.
Un referéndum deliberativo es un referéndum que aumenta la deliberación pública mediante un diseño institucional con una intención precisa.
El poder de destitución otorga al público la posibilidad de destituir a los funcionarios electos de sus cargos antes de que se finalice su mandato regular.

## Historia

### Edad Antigua
Una línea de pensamiento defendida por diversos historiadores y académicos considera que la democracia directa era común y estaba extendida en las sociedades preestatales.
Tomando como prueba los escritos de Heródoto, podemos discernir que la democracia en la Antigua Grecia, concretamente en Atenas, es la primera muestra de democracia directa bien documentada. Los órganos principales de la democracia ateniense eran la asamblea, compuesta únicamente por ciudadanos varones; la Boulé: compuesta por quinientos ciudadanos y los tribunales de justicia: integrados por un gran número de jurados elegidos por sorteo. La antigua Ática contaba con 30.000 ciudadanos, mil de los cuales eran activos políticamente. La democracia ateniense era directa, no solo en el sentido de que el pueblo tomaba decisiones vinculantes, sino en el sentido que la ciudadanía controlaba el proceso político y legislativo a través de las órganos anteriormente descritos. Además, una gran proporción de la ciudadanía era activa políticamente. Algunos estudiosos, académicos e historiadores -como Jean-Jacques Rousseau- afirmas que debido a la naturaleza representativa de la democracia moderna, no tienen grandes similitudes con el sistema ateniense y más bien beben de fuentes de la Ilustración.
También es de relevancia para la historia de la democracia directa la Antigua Roma, específicamente la República Romana. Roma demostró muchos aspectos democráticos, tanto indirectos como directos, desde la era monárquica hasta su caída. Si bien el senado fue el órgano principal en su longeva historia, no incorporó un enfoque puramente democrático en toda su existencia, ya que estuvo formado por antiguos funcionarios, los cuales brindaban consejo en lugar de tener el poder de vetar o realizar las leyes. El aspecto democrático de la Antigua Roma residía en sus asambleas populares, dónde el pueblo se organizaba en centurias o en tribus -dependiendo de la asamblea- y emitía votos sobre diversos asuntos, incluidas elecciones y leyes, propuestos ante ellos por magistrados electos. Algunos historiadores clásicos han argumentado que la República Romana merece la etiqueta de "democrática", ya que contaba con sufragio universal para hombres adultos, soberanía popular y gestión transparente de los asuntos públicos. Muchos historiadores marcan el final de la República con la Ley Titia, promulgada el 27 de noviembre del a. C., la cual suprimía muchas disposiciones de control.

### Edad Media
En la Edad Media la sociedad era comunal y consensual, organizada en un sistema jerárquico. El campesino medieval no era un esclavo que debía obedecer órdenes, sino más un ente autónomo que debía someterse a una organización política común. Cómo vasallo debía participar en la toma de decisiones para la construcción de consensos de la vida diaria. Mas la jerarquía establecida no llegaba a todos los rincones de los territorios, como era el caso del vasto Sacro Imperio Romano Gérmanico o los reinos Francos. A nivel de aldea, cuando el Estado no estaba presente, los vasallos se organizaban de manera autónoma para decidir una serie de temas tocantes a la vida diaria, como la siembra, la rotación de cultivos y la solución de problemas sanitarios. Por lo que, según algunos autores medievalistas se podría considerar el sistema político de dichas aldeas como una democracia directa. La imposición de impuestos demasiado altos en estas aldeas en Inglaterra provocó la Rebelión de Wat Tyler.
La imposición de la ley también se mostraba independiente. Los juicios los realizaba un jurado elegido por sus comunidades, no uno impuesto por el Rey en persona o por un señor feudal; como si ocurría en los pueblos más subyugados a la soberanía monárquica. La democracia también era practicada de forma habitual por los gremios profesionales. Estos mismos regulaban las condiciones laborales, estándares de calidad, salarios y elegían a sus propios funcionarios.

### Era Moderna
La legislación democracita moderna se puede trazar en la Suiza del siglo XIII. En el año 1847, los suizos agregaron a su Constitución Nacional el referéndum del estatuto. Prontamente descubrieron que tener el poder de vetar las leyes que emanaban del Parlamento no era suficiente. En 1891 añadieron la "iniciativa de enmienda constitucional". La política suiza desde ese año le ha dado al mundo una valiosa experiencia con el uso y gestión de enmiendas constitucionales a nivel nacional -por ejemplo, la Enmienda Constitucional Chilena del año 2020 para aprobar una nueva constitución. En los últimos 120 años se han sometido a referéndum más de 240 iniciativas. La gran mayoría de iniciativas populares son discutidas y aprobadas por el parlamento antes de ser sometidas a votación mediante un referéndum. Del resto de iniciativas que van a referéndum, aproximadamente el 10% son aprobadas por los votantes. Además, los votantes suelen optar por una versión de la iniciativa reescrita por el gobierno. (Véase Democracia Directa en Suiza a continuación).

## Ejemplos

### Atenas Clásica
La democracia ateniense se desarrolló en la ciudad-estado Griega de Atenas, además de en los territorios limítrofes de Ática, aproximadamente en el siglo VI a. C. Atenas fue una de las primeras democracias conocidas. Otras ciudades griegas establecieron democracias y, aunque la mayoría siguieron el modelo ateniense, ninguna fue tan poderosa, estable o bien documentada como la de Atenas. En la democracia directa de Atenas, los ciudadanos no nombraban representantes para que votaran en su nombre las leyes y los proyectos de ley (como en Estados Unidos), sino que votaban a título individual. La opinión pública de los votantes estaba influida por la sátira política de los poetas cómicos en los teatros.
Solón, Cleístenes y Efialtes contribuyeron al desarrollo de la democracia ateniense. Los historiadores difieren sobre cuál de ellos fue responsable de cada institución y cuál de ellos representó en mayor medida un movimiento verdaderamente democrático. Lo más habitual es datar la democracia ateniense a partir de Cleístenes, ya que la constitución de Solón cayó y fue sustituida por la tiranía de Peisístrato, mientras que Efialtes revisó la constitución de Cleístenes de forma relativamente pacífica. Hiparco, hermano del tirano Hipias, fue asesinado por Harmodio y Aristogeitón, que posteriormente fueron honrados por los atenienses por su supuesta restauración de la libertad ateniense.
El líder democrático más importante y duradero fue Pericles; tras su muerte, la democracia ateniense se vio brevemente interrumpida en dos ocasiones por una revolución oligárquica hacia el final de la guerra del Peloponeso. Se modificó un poco tras su restauración bajo Eucleides; los relatos más detallados se refieren a esta modificación del siglo IV y no al sistema de Pericles. Fue suprimido por los macedonios en 322 a. C. Las instituciones atenienses la revivieron más tarde, pero es discutible hasta qué punto era una verdadera democracia.
El sociólogo Max Weber creía que toda democracia de masas iba en una dirección cesarista. El catedrático de Derecho Gerhard Casper escribe: "Weber empleó el término para subrayar, entre otras cosas, el carácter plebiscitario de las elecciones, el desdén por el parlamento, la no tolerancia de los poderes autónomos dentro del gobierno y la incapacidad de atraer o sufrir mentes políticas independientes".

### Liechtenstein
A pesar de ser en la actualidad una monarquía, el país centroeuropeo cuenta con la democracia directa como un elemento arraigado en su sistema político.

### Suiza
La forma pura de democracia directa solo existe en los cantones suizos de Appenzell Rodas Interiores y Glaris. La Confederación Suiza es una democracia semidirecta (democracia representativa con fuertes instrumentos de democracia directa). La naturaleza de la democracia directa en Suiza está fundamentalmente complementada por sus estructuras gubernamentales federales (Subsidiaritätsprinzip: principio de subsidiariedad en alemán).
La mayoría de los países occidentales tienen sistemas representativos. Suiza es un ejemplo raro de un país con instrumentos de democracia directa (a nivel municipal, cantonal y estatal). Los ciudadanos tienen más poder que en una democracia representativa. En cualquier nivel político, los ciudadanos pueden proponer cambios a la Constitución (iniciativa popular) o solicitar un referéndum facultativo sobre cualquier ley votada por el parlamento federal, cantonal o cuerpo legislativo municipal.
En Suiza, la lista de referéndums obligatorios u opcionales en cada nivel político es generalmente mucho más larga que en cualquier otro país. Por ejemplo, cualquier enmienda a la Constitución debe ser automáticamente sometida a votación por parte de los ciudadanos suizos y los cantones, y a menudo a nivel cantonal/comunal, cualquier decisión financiera de cierta cantidad sustancial decretada por los cuerpos legislativos o ejecutivos también debe ser sometida a votación.

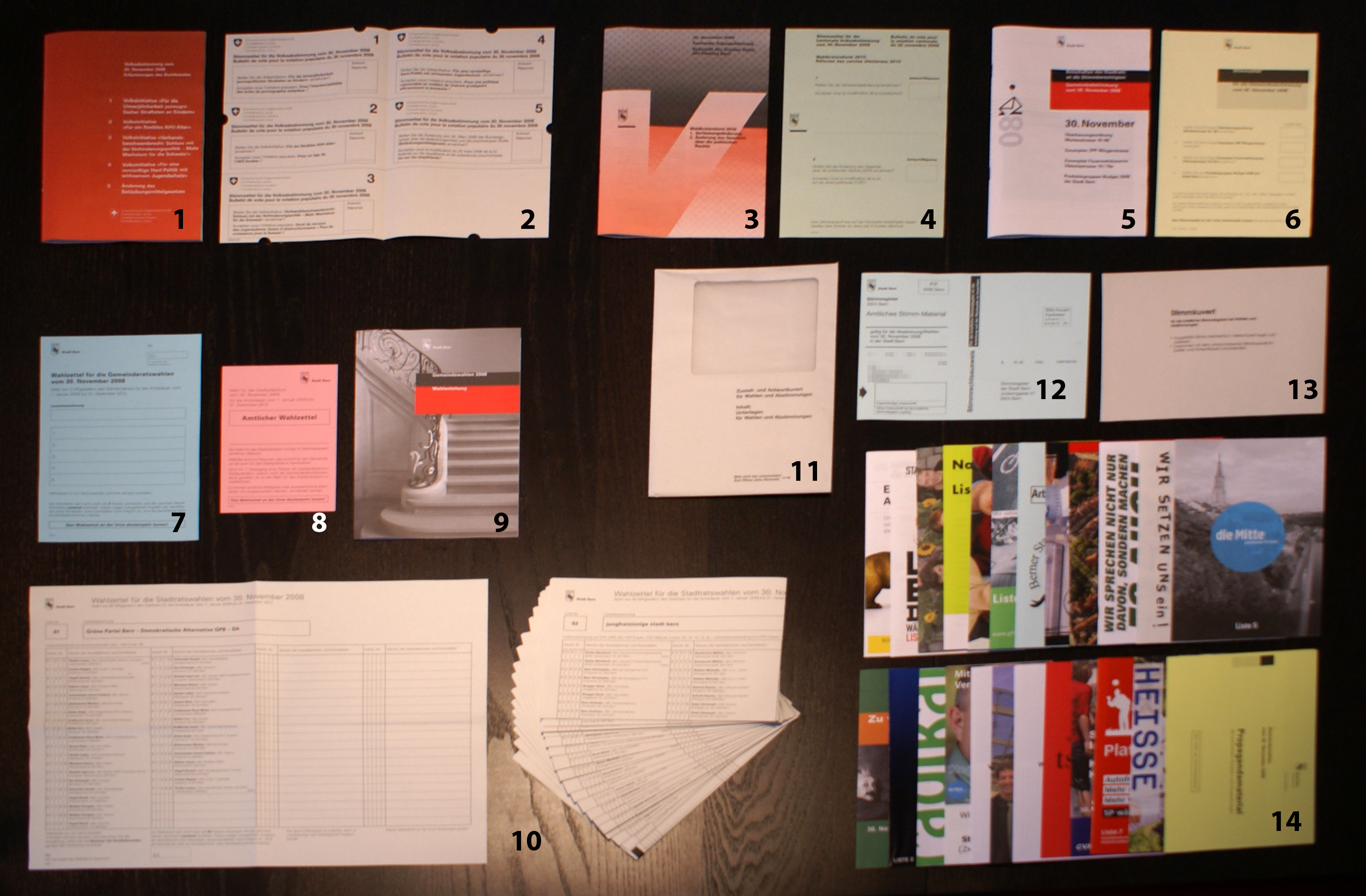
En Suiza, sin necesidad de registrarse, cada ciudadano recibe las papeletas y el folleto informativo para cada votación y elección, y puede devolverlo por correo. Suiza cuenta con varios instrumentos de democracia directa; las votaciones se organizan unas cuatro veces al año. Aquí, los ciudadanos de Berna recibieron en noviembre de 2008 las papeletas para cinco referéndums nacionales, dos cantonales, cuatro municipales y dos elecciones (gobierno y parlamento de la ciudad de Berna) de 23 partidos políticos competidores para atender al mismo tiempo.

Los ciudadanos suizos votan regularmente sobre cualquier tipo de tema en cada nivel político, como la aprobación financiera de una escuela o la construcción de una nueva calle, o el cambio de la política con respecto al trabajo sexual, o sobre cambios constitucionales o la política exterior de Suiza, cuatro veces al año. Entre enero de 1995 y junio de 2005, los ciudadanos suizos votaron 31 veces, sobre 103 cuestiones federales además de muchas más preguntas cantonales y municipales. Durante el mismo período, los ciudadanos franceses participaron en solo dos referéndums y los ciudadanos españoles participaron en solo un referéndum.
En Suiza, las mayorías simples son suficientes a nivel municipal y cantonal, mientras que a nivel federal se requieren mayorías dobles en cuestiones constitucionales. Una mayoría doble requiere la aprobación de la mayoría de las personas que votan y también de la mayoría de los cantones. Por lo tanto, en Suiza, una enmienda propuesta por los ciudadanos a la Constitución federal (es decir, una iniciativa popular) no puede ser aprobada a nivel federal si la mayoría de las personas la aprueban pero la mayoría de los cantones la rechazan.
En 1890, cuando se debatían las disposiciones para la legislación ciudadana nacional suiza por parte de la sociedad civil y el gobierno, los suizos adoptaron la idea de las mayorías dobles del Congreso de los Estados Unidos, en el que las votaciones de la Cámara de Representantes representaban a la ciudadanía y las votaciones del Senado representaban a los estados. Según sus defensores, este enfoque "rico en legitimidad" para la legislación ciudadana nacional ha tenido mucho éxito. Kris Kobach, exfuncionario electo de Kansas, afirma que Suiza ha tenido éxitos en tándem tanto social como económicamente, que son igualados por solo unas pocas naciones. Kobach afirma al final de su libro: "Con demasiada frecuencia, los observadores consideran a Suiza una rareza entre los sistemas políticos. Es más apropiado considerarlo un pionero". Finalmente, el sistema político suizo, incluidos sus dispositivos de democracia directa en un contexto de gobernanza multinivel, se vuelve cada vez más interesante para los académicos de la integración de la Unión Europea.

## Democracia directa digital
La democracia directa digital o electrónica es una forma de democracia directa en la cual Internet y otras tecnologías de comunicación electrónica se usan para mejorar la burocracia involucrada con los referéndums, registrando electrónicamente los votos. Muchos partidarios piensan que también se pueden incluir en esta noción las mejoras tecnológicas al proceso deliberativo, o incluso a la gestión de gobierno para acercarla a los ciudadanos. A la democracia directa electrónica se le llama a veces EDD (muchos otros nombres se usan para lo que es esencialmente el mismo concepto).
Según el concepto de aplicación moderada de la tecnología a la democracia directa, los ciudadanos tendrían el derecho de votar en asuntos legislativos ante el parlamento o el congreso, escribir nuevos proyectos legislativos y revocar representantes en cualquier etapa en la que se encuentra un determinado país.
Un ejemplo contemporáneo que toma un acercamiento evolucionario a la Democracia Directa Electrónica es aquel en el que los representantes conducen referéndums independientemente usando Internet u otras tecnologías de la comunicación. Este paso potencial hacia la democracia directa electrónica no requiere cambios constitucionales, ya que simplemente refuerza la relación entre el elector y el elegido. El extremo sería aquel en el cual los representantes electos del pueblo en un parlamento o en un gobierno se limitasen a transmitir a los ciudadanos aquellos proyectos que se proponen a su decisión, y hacer efectivos después los resultados de esos referéndums electrónicos.
Ross Perot fue por un tiempo un prominente defensor de la Democracia Directa Electrónica cuando propuso Ayuntamientos Electrónicos durante sus campañas presidenciales de 1992 y 1996 en los Estados Unidos. Este concepto ha sido recuperado por otros movimientos en diversos lugares del mundo en la actualidad gracias a las posibilidades de Internet.

### Aplicación actual
La democracia directa electrónica como sistema no ha sido implementada totalmente en ningún lugar del mundo, aunque Suiza, ya gobernada parcialmente por democracia directa, se mueve en dirección a dicho sistema.

## Críticas al sistema presencial
Entre las objeciones más importantes que se suelen imputar a la democracia directa se refiere a su practicidad y eficiencia. Decidir sobre todos o casi todos los temas de importancia pública mediante referéndum puede ser lento y costoso, y puede provocar en los ciudadanos apatía y fatiga. Los defensores actuales de la democracia directa suelen sugerir que la democracia electrónica (con herramientas como los wikis, los foros o la televisión digital) puede paliar esos problemas. El modelo suizo demuestra, sin embargo, que a pesar de ser posible decidir sobre todos los temas, en realidad solo pocos temas llegan a votación popular, ya que el mero hecho de que se podría convocar un referéndum obliga a los políticos a buscar compromisos en el trámite parlamentario para evitar un referéndum. De este modo la democracia directa genera resultados consensuados sin la necesidad de que todo sea votado en urnas. El no solicitar un referéndum equivale a una aprobación implícita de las decisiones tomadas por el parlamento.
También algunos críticos dicen que muchas veces la mayoría de las personas que de facto votan mediante un mecanismo de participación popular no tienen los conocimientos o la capacitación técnica suficiente para formarse un criterio sobre las cuestiones consultadas, muchas veces complejas o con consecuencias importantes a corto y largo plazo. Tratar de tomar decisiones más o menos acertadas o al menos fundadas, argumentan, en muchas ocasiones requiere conocer en profundidad y amplitud las repercusiones que se pueden derivar de ellas, en ámbitos importantes como la economía, las seguridad o las libertades para una comunidad. 
Como consecuencia de lo anterior se deriva que a menudo la democracia directa sea vivamente defendida por líderes populistas como pretexto de su acción política. Mediante mensajes sencillos y emocionales los líderes de tipo populista pueden promover consultas populares para alcanzar o consolidar su propio poder, o bien promover decisiones que favorecen los intereses de un determinado grupo.
Otra crítica es que dado que las preguntas de cualquier consulta deben ser cortas, con una respuesta de sí o no, los votantes podrían asimismo elegir políticas incoherentes. Por ejemplo, una mayoría podría votar a favor de reducir los impuestos mientras que una mayoría podría también votar por un incremento del gasto público en educación. La respuesta común a esta crítica es que el problema de las decisiones inconsistentes no es exclusivo de esta forma de democracia.
Algunos estudiosos utilizan el término democracia semidirecta para describir sistemas de democracia directa que cuentan con mecanismos para proteger las libertades civiles, así como para proteger de la mayoría a los intereses de las minorías (ver: derechos fundamentales, igualdad ante la ley, imperio de la ley). La puesta en práctica de la democracia directa suele traducirse en un proceso de confrontación, en el que la ciudadanía discute y elige dos opciones definidas por expertos. Este proceso se caracteriza por una falta de deliberación orientada hacia el consenso, y el peligro de derivar en una dictadura de la mayoría, latente en cualquier tipo de democracia.
El modelo canadiense de asamblea de ciudadanos procura sortear muchas de las desventajas de la democracia directa a través de un proceso basado en la deliberación y el consenso, bastante diferente del caracterizado por las iniciativas y los referéndums.

## Democracia aleatoria
Existe una contracorriente reaccionaria de cuño anglosajón que propugna como posible variante de la democracia directa la implementación de combinaciones de las instituciones actuales con aplicaciones democráticas del sorteo (ver: demarquía). Entre los autores más relevantes de esta corriente pueden citarse a John Burnheim, Ernest Callenbach, A. Barnett y Peter Carty, Bárbara Goodwin o, en el ámbito francés, Yves Sintomer. Los autores consagrados que han dedicado más espacio a este tipo de propuestas son Robert A. Dahl y Benjamin Barber. En el mundo hispanohablante la recepción aún es muy reducida, pero se distingue de la anglosajona en que no contendría elementos reaccionarios. Por ejemplo, autores como Juan Ramón Capella han planteado la posibilidad de acudir al sorteo como herramienta democratizadora.
Realmente no deja de ser una democracia representativa, con una dosis aleatoria de democracia directa.